# Кларісе Ліспектор
Кларісе (Клариса) Ліспектор (порт. Clarice Lispector; 10 грудня 1920, Чечельник, Україна — 9 грудня 1977, Ріо-де-Жанейро, Бразилія) — бразильська письменниця українсько-єврейського походження.

## Біографія
Її батьками були Пінкус (чи Пінкас) Ліспектор (Спектор) і Маня Крінгольд Ліспектор (Спектор). Зі спогадів відомо, що батьки Клариси у 1911 році мешкали у Саврані Балтського повіту, а у 1915 році вони проживали у Теплику Гайсинського повіту з двома дочками — Лією і Танею. Хайя (в майбутньому вона стане Кларисою) народилась 10 грудня 1920 року у Чечельнику, через який тікали її батьки, рятуючись від погромів в роки радянсько-української війни.
Родина Клариси емігрувала до Бразилії у 1921 році, коли їй було лише два місяці. Поселилися вони в місті Ресіфе (штат Пернамбуку у Північно-Східній Бразилії). У 1928 році Клариса пішла до школи — «Шкільна Група Жуан Рамальо». Вже в наступному 1929 році вона написала свої перші оповідання, але місцева газета «Діаріо ди Пернамбуко» (порт. Diário de Pernambuco), на своїй дитячій сторінці не схотіла їх публікувати, тому що оповідання Клариси не мали літературної зав'язки і навіть не зверталися до яких-небудь фактів, а тільки оспівували глибокі почуття.
Цього ж року померла мати Клариси. У 1935 р. родина Ліспектор переселилася до Ріо-де-Жанейро. Тут Клариса давала приватні уроки португальської мови. І так з життєвого досвіду учитель-учень, народився її перший роман «Близько дикого серця». 1939 року Клариса вступила до Федерального університету Ріо-де-Жанейро на факультет права. У наступному 1940 р. вона вже працювала на посаді редактора Національної інформаційної агенції в Ріо-де-Жанейро. Цього ж року помер її батько.
У 1942 році Клариса стала редактором газети «Ніч» (порт. «A Noite») в Ріо-де-Жанейро. Тут вона опублікувала декілька своїх оповідань. Наступного року вона вийшла заміж за свого шкільного друга Маврі Гуржела Валенте (порт. Mauri Gurgel Valente). Під час Другої Світової війни письменниця допомагала у військовому шпиталі бразильським воїнам.
У 1945 році твір «Близько дикого серця» отримав відзнаку фундації «Граса Араня». Як дружина дипломата жила в Європі (Італії, Швейцарії, Туреччині, Великій Британії) та США.

## Творчість
Авторка численних новел та оповідань, високу художність яких відзначала критика. Перший роман «Поряд з диким серцем» опублікувала в 19 років.
Молода письменниця була під впливом Кетрін Менсфілд, Вірджинії Вулф, Розамонди Леман. Всього у творчому доробку письменниці 8 романів, 8 збірників оповідань, літературознавчі статті, переклад на португальську роману Оскара Вайлда «Портрет Доріана Грея».
Найбільший успіх Кларисі Ліспектор приніс збірник оповідань «Сімейні узи», в яких вона всебічно відобразила проблеми жінок. У цих оповіданнях авторка виявила свій багатий внутрішній світ. На цих творах позначилося захоплення Клариси Ліспектор творчістю письменників-екзистенціалістів А. Камю та Ж.-П. Сартра.
1960 року письменниця розлучилася зі своїм чоловіком і повернулася до Ріо-де-Жанейро. Вона знову активно співпрацювала зі столичними періодичними виданнями. 1964 року світ побачила ще одна збірка оповідань «Іноземний легіон», яку критика віднесла до шедеврів бразильської літератури.
Письменниця брала участь у суспільному житті своєї країни, зокрема, в масових демонстраціях проти військової диктатури.
Клариса Ліспектор померла 9 грудня 1977 р. за день до свого 57-річчя. За її бажанням мала бути похована 11 грудня 1977 року на цвинтарі «Сан Жуан Батіста», але вона мала єврейське походження, тому похорон відбувся на єврейському цвинтарі «Ізраеліта до Кажу» (порт. Cemitério Israelita do Caju) в Ріо-де-Жанейро.
Рання смерть Клариси Ліспектор не стала початком забуття її як талановитого прозаїка. Її книжки перевидають, а також перекладають на різні мови світу.

## Нагороди, відзнаки
- 1945 — премія фонду Граса Аранья, заснованого Бразильською літературною академією (за роман «Поряд з диким серцем»).
- 1961 — премія Кармен Долорес Барбоса (роман «Яблуко в Темряві»).
- 1967 — Премія Калунга від Національного товариства дитини (дитяча книга «Загадка замріяного кролика»).
- 1976 — Перша премія 10-го Національного літературного конкурсу Фонду культури федерального округу.

## Твори

### Твори, видані українською мовою
- Оповідання. Переклав з португальської Валентин Діденко // Всесвіт, 1995, № 7.
- Роман Час зірки / Переклад з португальської[7] Ярослава Губарева / З Передмовою і редакцією Інни Корнелюк. — Львів: Видавництво Анетти Антоненко, 2016. — 108 с.
- Новели. Сімейні узи.  / Переклад з португальської Наталії Пнюшкової. — Львів: Видавництво Анетти Антоненко, 2018. — 144 с.
- Записки для молоді: про написане і пережите / Переклад з португальської  Наталії Пнюшкової. — Львів: Видавництво Анетти Антоненко, 2019. — 96 с.
- Пристрасть, згідно з Г.Х. / Переклад з португальської Наталії Пнюшкової. — Львів: Видавництво Анетти Антоненко, 2023. — 160 с.